# 失われた地平線
『失われた地平線』（うしなわれたちへいせん、原題: Lost Horizon）は、ジェームズ・ヒルトンによる長編小説。1933年に発表された。1934年、ホーソーンデン賞を受賞。
この小説の舞台として使われた地名シャングリラは、現在では理想郷の代名詞になっている。シャングリラは、仏教徒や神秘主義者の伝説の王国シャンバラをモデルにしたといわれる。
また、中国南西部とチベット国境地帯を探険した人類学者ジョセフ・フランシス・チャールズ・ロックが『ナショナル・ジオグラフィック・マガジン』に掲載した記事に触発されている。さらに冒険家ジョージ・マロリーにも触発されている。

## 概要
小説は11章からなる本文と、プロローグとエピローグからなる。本文は英国のバスクル駐在領事だったヒュウ・コンウェイが、熱病で一度記憶を失って重慶の慈善病院で作家のラザフォードに発見され、上海から日本経由でサンフランシスコへ向かう一緒の船旅の中で記憶を取り戻し、語った特異な経験をラザフォードが書き留めて原稿の形に纏めたものである。そしてプロローグとエピローグで、ラザフォードから原稿を受け取った話者である精神病学者がその前後の経緯を説明する形になっている。

## あらすじ
1931年に革命騒ぎで混乱したアフガニスタンのバスクルから80人の白人居住者を避難させる任務に就いていた37歳のコンウェイは、最後の3人（若い副領事マリンソン、東方伝道会のミス・プリンクロウ、アメリカ人のバーナード）とともに政府手配の小型機に乗った。だが、その操縦士は本来の操縦士とは別人で、飛行機は目的地ペシャワールではなく、チベット奥地へ飛んだ。そして飛行機は最後に乱暴な着陸をし、操縦士は近くにラマ教の僧院があることを言い残して死んだ。夜が明けて、中国人・張の一行が来て、4人をシャングリラの僧院に案内した。
僧院は近代的な施設で、集中冷暖房設備、アメリカ製のバスタブ、膨大な書籍を擁する図書室、グランドピアノ、ハープシコードなどを備えていた。食料はすぐ下の谷間で潤沢に生産され、近くには標高8500mを超えるカラカル山がそびえていた。また豊富な金鉱があって、外部からの必要なモノの購入に不自由しなかった。ここでは人々は平和でストレスのない生活をしていて、年をとるのが非常に遅かった。4人は外部に出る手段がないままに、シャングリラにとどまり、特にコンウェイはこの地を好ましく思うようになっていった。
しばらくしてコンウェイは最高位のラマ僧「大ラマ」と会う機会を与えられ、いろいろと話を聞いた。この僧院は1734年に53歳でこの地に来たカプチン会所属のカトリック神父ペローによって創建され、その後、土地になじんで次第に性格を変えていった。そしてこの大ラマは齢250歳以上という長寿の奇跡を手に入れたペロー神父その人だった。また、大ラマの話で、シャングリラではできる限り一定の数で新しい人を迎えるように務めてきたが、この20年ほど新来者がなかったので、信徒の一人が思いきって谷を出て補充の人員を連れてこようと提案し、大ラマの許しを得て計画を練り、偶然も手伝ってコンウェイら4人をここに連れてくることになったという事情も分かった。
張は今や何一つ隠さず、僧院の決まりや習わしを自由に語ってくれた。また、僧院の何人かと知り合い、中にはショパンの直弟子を称するフランス人もいて、耳慣れた曲以外にもまだ出版されてないショパンの幾つかの作品までピアノで披露、楽譜に書き起こし、コンウェイはそれをおさらいして飽くことを知らなかった。 大ラマとの面会も3回、4回と回を重ね、広範な話題で心置きなく話し合い、心を交わした。こうしてコンウェイは次第に心身一体の満足を疼くほどまでに覚えるようになった。
さらに時間が経ち、外部に出る唯一の機会である、その地に物資を運ぶ運送業者が来ることになった。そのころになると、コンウェイだけでなく、ミス･プリンクロウとバーナードもそれぞれの理由でこの地に居残ることに心を決めた。ミス・プリンクロウは人々に罪の感覚を教えるため。バーナード（実名はチャーマーズ・ブライアントで、株式詐欺をおこしたために名前を偽っていた）は、谷で発見した金鉱山を開発したいと考えたため。
一人マリンソンだけが、帰心矢のごとくだった。マリンソンは僧院の満州娘、羅珍と恋仲に陥っていた。張によれば、羅珍は1884年に18歳でここに来たというから、若くは見えるが実際はかなりの高齢である。
そして何回目かの大ラマとの面会の機会に、大ラマはいよいよ自分の死期が近づいたことを告げ、シャングリラの歴史と運命をコンウェイの手に委ねたいと言い残して、寂滅した。一人シャングリラを出るマリンソンは、運送業者の待つ場所までの山道の難所を一人では通れないというので、コンウェイが一緒に行く。そして谷を出たところで運送業者の一団と羅珍に会う。コンウェイの手記はそこで終わっている。
エピローグでは、最後にコンウェイがバンコックから寄越した手紙にこれから北西方面に長い旅に出るとあったのを頼りに、ラザフォードがコンウェイの跡を追い、手記の裏付を探る旅をする。『コンウェイは果たして、シャングリラを尋ねあてるだろうか』。

## 日本語訳
- 渡辺久子訳『失はれた地平線』酣燈社、1950年
- 増野正衛訳『失われた地平線』新潮社（新潮文庫） 1959年
- 安達昭雄訳『失われた地平線』角川書店（角川文庫）1973年
- 池央耿訳『失われた地平線』河出書房新社（河出文庫） 2011年、新版2020年

## 映画化など
この小説は2回映画化されている。
- 失はれた地平線（1937年） 監督：フランク・キャプラ
- 失われた地平線（1973年） 監督：チャールズ・ジャロット、ミュージカル映画

ほかに1956年にブロードウェイでミュージカル「Shangri-La」が上演された。

## 文化的意義
本作は「ポケット・ブックス（Pocket Books）」第1回配本の1冊として出版され、1930年代によく売れたので、ペーパーバック革命を起こした本としてしばしば言及されている。
1960年代までに、数百万部が刊行され20世紀の最も人気のある小説の1つとなった。
アメリカの大統領フランクリン・D・ルーズベルトのメリーランドにあった別荘は「シャングリラ」と名付けられた（のちにキャンプ・デービッドに改名されている）。
ルーズベルトは、1942年のアメリカ空母から日本本土へのドーリットル空襲（航空母艦から本来は陸上用の大型爆撃機を発進させる奇策を用いたため、空襲直後は飛行機がどこから飛んできたのかわからなかった）について、「それらの飛行機は、シャングリラから来た」ととぼけて発言した。後年、このエピソードが実際に建造されたエセックス級航空母艦シャングリラの名前の由来となっている。
『失われた地平線』は、のちの冒険小説・SF・ホラー小説や、冒険・SF・ホラーの映像作品にも影響を与えている。